# RKBゆうらく特等席
RKBゆうらく特等席（あーるけーびーゆうらくとくとうせき）は2010年4月1日までRKB毎日放送（RKBラジオ）で放送されていたトーク番組である。

## 番組概要
青春時代の思い出や昔流行っていた出来事などを懐かしの流行語、音楽、リスナーからの投稿等で振り返る番組。題名にある「ゆうらく」という言葉は悠々の「ゆう」と楽しむの「楽」を意味しており、1日の終わりに特等席に座った気分で楽しめる番組。

## 放送時間
- 月曜日～木曜日 23:25～23:50（JST）

## パーソナリティ
- 安藤豊
- 武田早絵

※共にRKBアナウンサー。

### 過去のパーソナリティ
- 石上正憲